# Grégoire Ferland
 (juillet 2021).
Si vous disposez d'ouvrages ou d'articles de référence ou si vous connaissez des sites web de qualité traitant du thème abordé ici, merci de compléter l'article en donnant les références utiles à sa vérifiabilité et en les liant à la section « Notes et références ».
Grégoire Ferland, né à Saint-Anges au Québec, en 1946, est un artiste canadien. Sculpteur prolifique, il est aussi poète, peintre, créateur de performances artistiques et photographe.
Après avoir vécu à Montréal et à Bogota, il s'installe à East Angus (Québec).
Il compte des expositions individuelles et des expositions collectives au Canada (Toronto, Montréal, Québec), aux États-Unis (New York, New Jersey) et en Amérique latine (San Salvador, Mexique, Colombie).

## Sculptures
Grégoire Ferland a beaucoup travaillé avec le métal, il a ensuite réalisé une série de sculptures de résine et sa récente exposition à la Galerie d’art Cookshire-Eaton, lors de l’inauguration de cette galerie consistait en une série de sculptures de polystyrène ensevelies d’aluminium.
Dès 1989, John K. Grande remarquait le travail de sculpteur de Grégoire Ferland en lui consacrant un article (rédigé en anglais) dans la revue Espace culture. Il y faisait mention de l'idéologie qui se dégage de cette exposition à la Galerie Espace, celle d'une quête identitaire personnelle et sociale. L'article est illustré d'une seule œuvre intitulée Mouvement primitif Une pièce représentative du premier cycle des créations sculpturales de Ferland.
La sculpture qui illustre le dictionnaire historique de la sculpture québécoise s'intitule Je préhistoire. Il s'agit d'une œuvre tirée d'une série de sculptures de toile et de résine.

## Œuvres picturales
En 2003, il réalise une première exposition de toiles acryliques à la Galerie Art Mûr de Montréal. Bartolomeo Laredo a publié un article abondamment illustré dans la revue Vie des Arts.
En 2017, il récidive avec une exposition dans son immense atelier à East-Angus. L'exposition s'intitule Intuitionisme. Ce sont ces mêmes toiles qu'il utilisera pour la performance Solus.

## Performances artistiques
En 1988 et en 1989, il réalise une série de performances sur sculpture de métal avec le percussionniste Guy Nadon, notamment lors du Festival de Jazz de Montréal en 1988 et aux Foufounes électriques.
En 2019, Ferland met sur pied une performance de danse sur le rythme de poésie scandée, le tout, dans un espace sculptural. Deux grandes cages dont les barreaux sont faits de cordes enferment un homme et une femme, soit Simon Durocher Gosselin et Amélie Lemay Choquette. Les deux danseurs improvisent sur les mètres du poème en une performance qui souligne chaque mot des poèmes.
L'espace sculptural est tout à fait impressionnant car, sur ses deux cages de cordes, Grégoire Ferland fait projeter des reproductions de ses toiles qui se fracassent sur cet écran partiel pour réinventer ses œuvres picturales, morcelées par les écrans de corde, en une représentation abstraite d'un montage de toiles déjà abstraites.

## Poésie
Grégoire Ferland a publié quatre recueils de poésie : Huhomiste, un recueil de poésie et de dessins publié en 1984, L’âme ne dort pas en 2017, Flamme allumée dans la neige en 2018, ces deux derniers recueils ont été publiés chez la maison d'édition Alea Poetik, ainsi que Des secondes dans l'univers, en 2023, un recueil illustré de ses oeuvres acryliques sur papier arches,1984-1987.

## Expositions solo
- 2020 : Les fantômes de l’inconscient, Galerie d’art Cookshire Eaton[9]
- 2019 : Tegumentum, Maison des arts et de la culture de Brompton[10]
- 2018 : Armoires du Temps, Fondation Huhomiste Québec[11]
- 2017 : Intuitionnisme, Fondation Huhomiste, Québec
- 2011 : Tegumentum, Fondation Huhomiste, Canada
- 2010 : Ici, Ailleurs ou Jamais Fondation Huhomiste, Canada
- 2008 : L’Envol, Montreal, Canada
- 2007 : Art Mûr, Montreal, Canada[12]
- 2005 : Fundación Alzate Avendaño, Bogota
- 2003 : Fondo Cafetero, Bogota
- 2003 : Art Mûr, Montreal, Canada
- 2002 : Alliance Française, San Salvador
- 2002 :Tequendama, Bogota, Colombia
- 1998 : Hacienda Iscalá, Chinacotá, Norte de Santander
- 1993 : Angel Orensanz Fondation, 172 Norfolk, New York.
- 1991 : 14 Sculptors Gallery, Soyo, New York.
- 1990 : Complexe du canal Lachine, Montréal.
- 1989 : Galerie Espace, Montréal[1].
- 1988 : D.A.C.Q., Montréal.
- 1987 : D.A.C.Q., Montréal.
- 1987 : Auberges des Gouverneurs, Joliette.
- 1985 : Vieux-Moulin, Grondines, Québec.
- 1985 : Galerie la Minerve, Québec.
- 1979 : Galerie Laurent Tremblay, Montréal.
- 1977 : Galerie la Tarentule, Québec.